# Šimon Michal Schell
Šimon Michal Schell (1758 – ?) byl plzeňský stavitel počátku 19. století.

## Dílo
- dům na náměstí Republiky č. ev. 21 / čp. 135 v Plzni (cca 1800–1810) – Schellovo autorství není jisté, ale lze na něj usuzovat na základě srovnání s jinými jeho realizacemi[2]
- dům U bílého lva, Pražská 15/84, Plzeň (po roce 1800) – Schellovo autorství není jisté, ale lze na něj usuzovat na základě srovnání s jinými jeho realizacemi[3]
- jižní křídlo zámku Tachov (1802) – ve spolupráci s vídeňským architektem Raimundem[4][5]
- dům U zlatého křížku v Plzni (1804) – barokní přestavba renesančního domu
- klasicistní přístavba kláštera dominikánek v Plzni, určená pro gymnázium a filozofický ústav, dnešní Studijní a vědecká knihovna (1805–09) – návrh a realizace stavby[6][7]

## Galerie

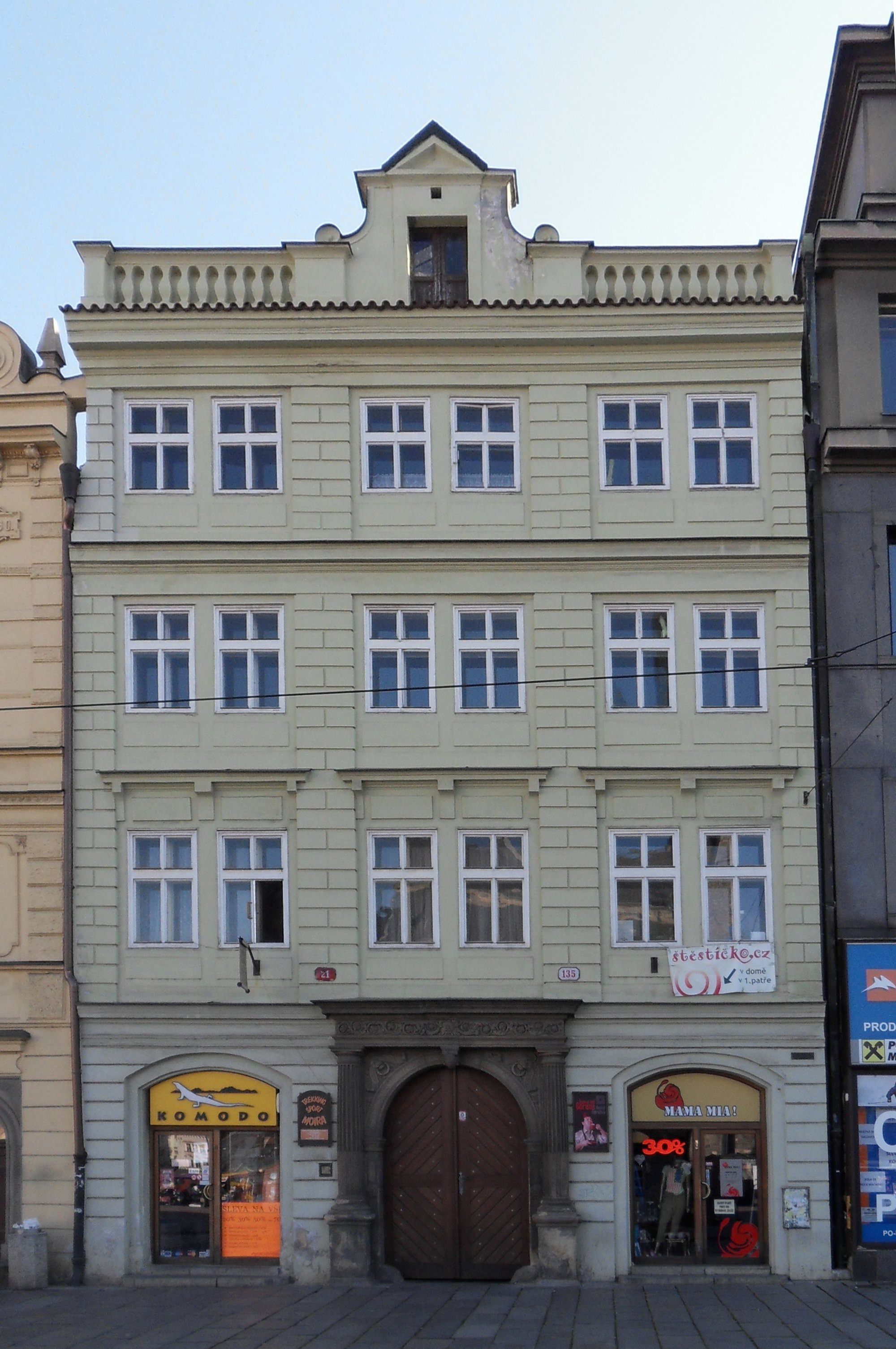
Náměstí Republiky 21/135 Plzeň
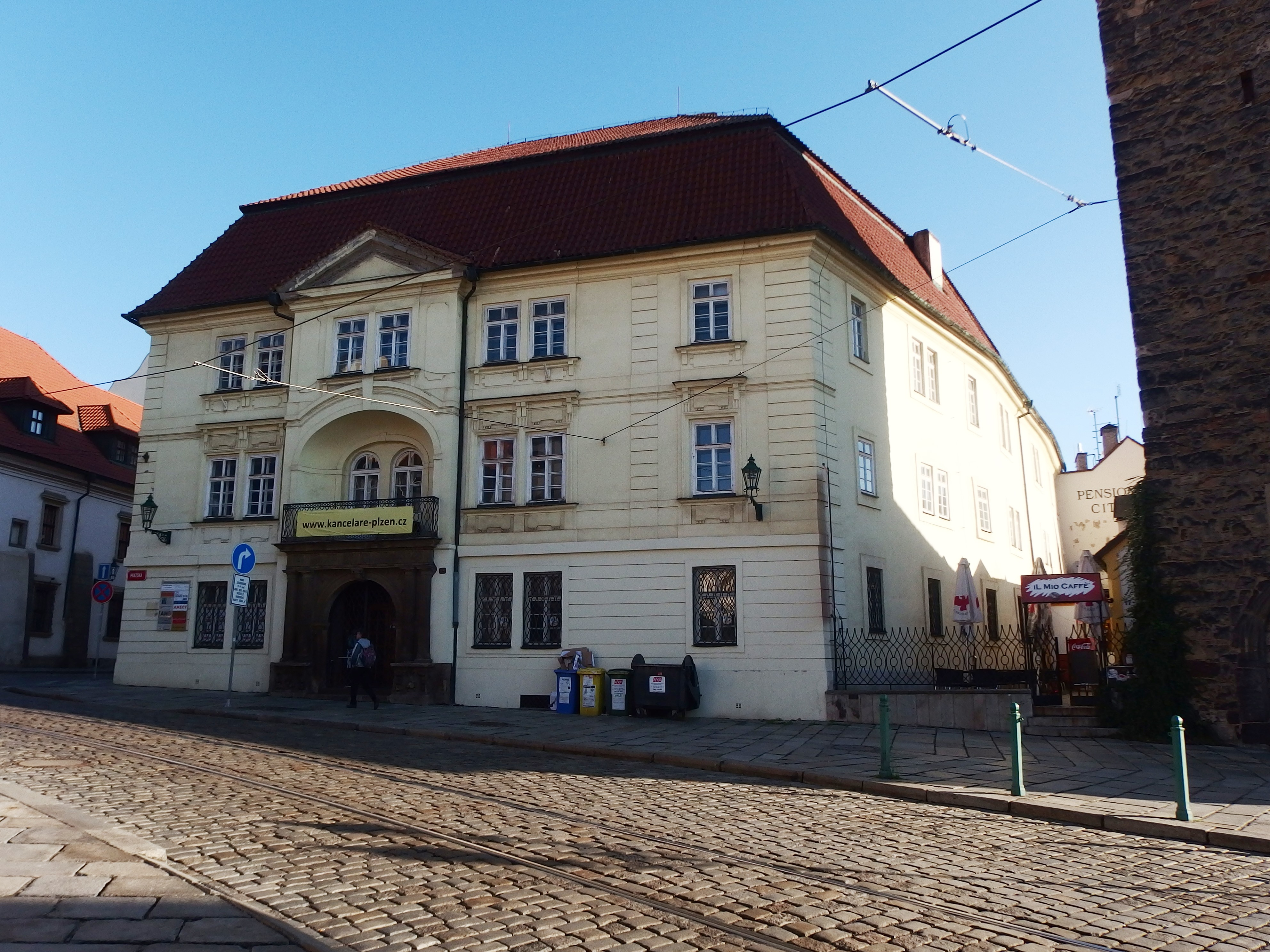
U bílého lva
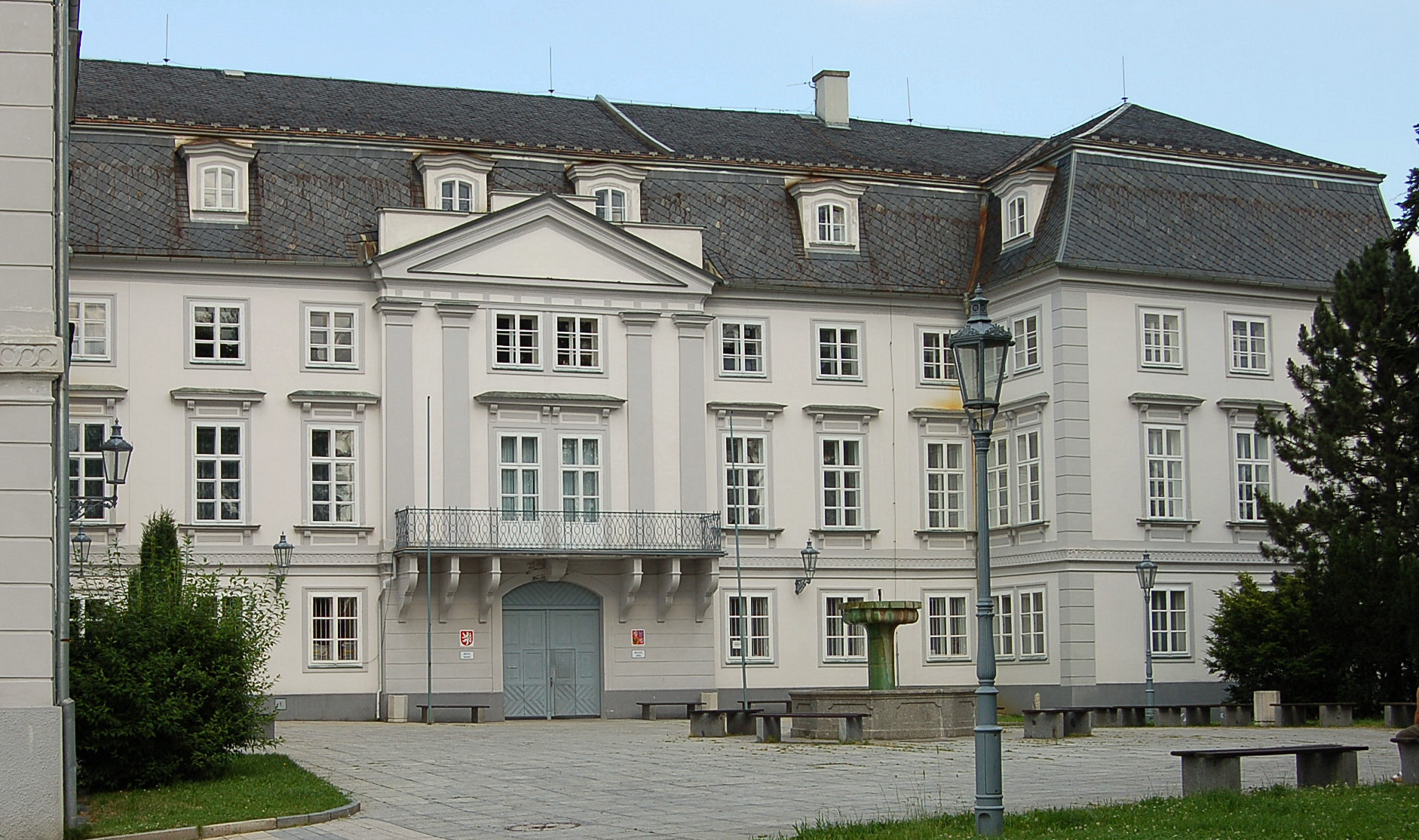
Zámek Tachov
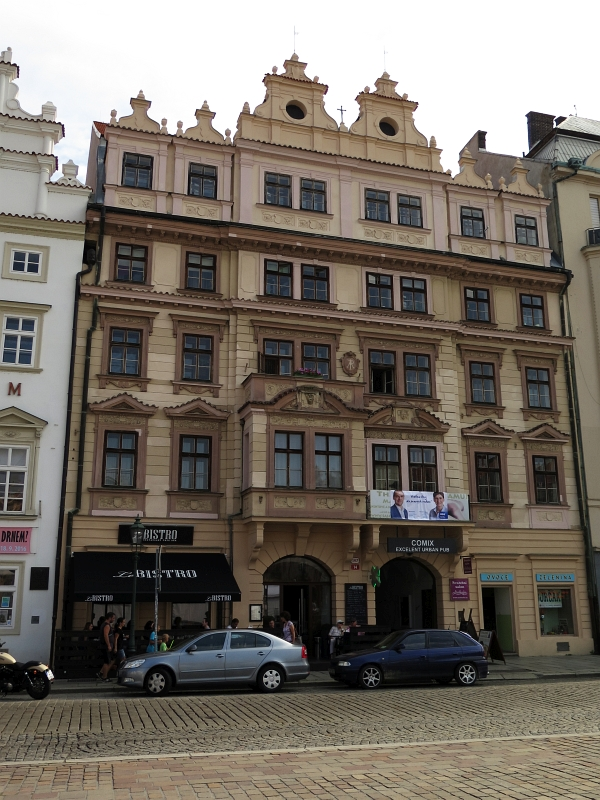
Dům U zlatého křížku
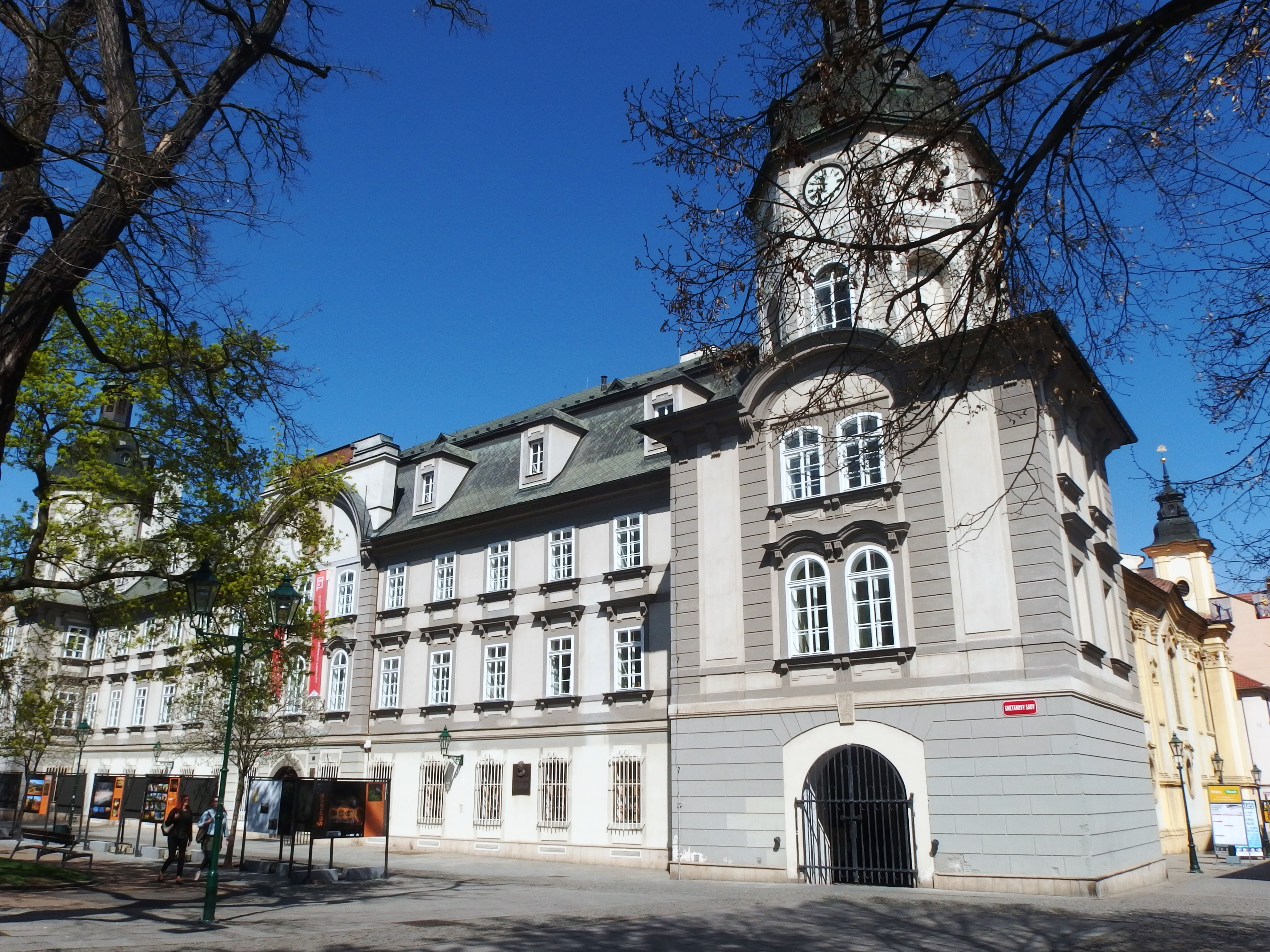
Studijní a vědecká knihovna v Plzni